# Columnothyrium myriospermum
Columnothyrium myriospermum är en svampart som först beskrevs av Caro Benigno Massalongo, och fick sitt nu gällande namn av Bubák 1916. Columnothyrium myriospermum ingår i släktet Columnothyrium, divisionen sporsäcksvampar och riket svampar.   Inga underarter finns listade i Catalogue of Life.